# Дайт
Дайт (др.-греч. Δαίτος) — персонаж древнегреческой мифологии. Потомок Кефала, сына Деиона в десятом колене. Кефал бежал из Афин после убийства жены на Кефалинию, а Дайт с братом Халкином хотел вернуться. Пифия прорицала Дайту и Халкину, что им следует принести жертву Аполлону в том месте, где им встретится бегущая по земле трирема. У горы Пойкила (др.-греч. Ποικίλον ὄρος, «пёстрая гора») они встретили ящера, похожего на трирему, быстро скрывшегося в норе. Принеся жертвы в этом месте, братья вернулись в Афины и были признаны гражданами города.